# Li Wenliang
Li Wenliang (Chinees: 李文亮; Hanyu pinyin: Lǐ Wénliàng) (Beizhen, 12 oktober 1986 - Wuhan, 7 februari 2020) was een Chinese oogarts, werkzaam in het ziekenhuis van Wuhan. Hij waarschuwde op 30 december 2019 voor de uitbraak van een SARS-achtige longontsteking in de stad Wuhan in 2019-2020.

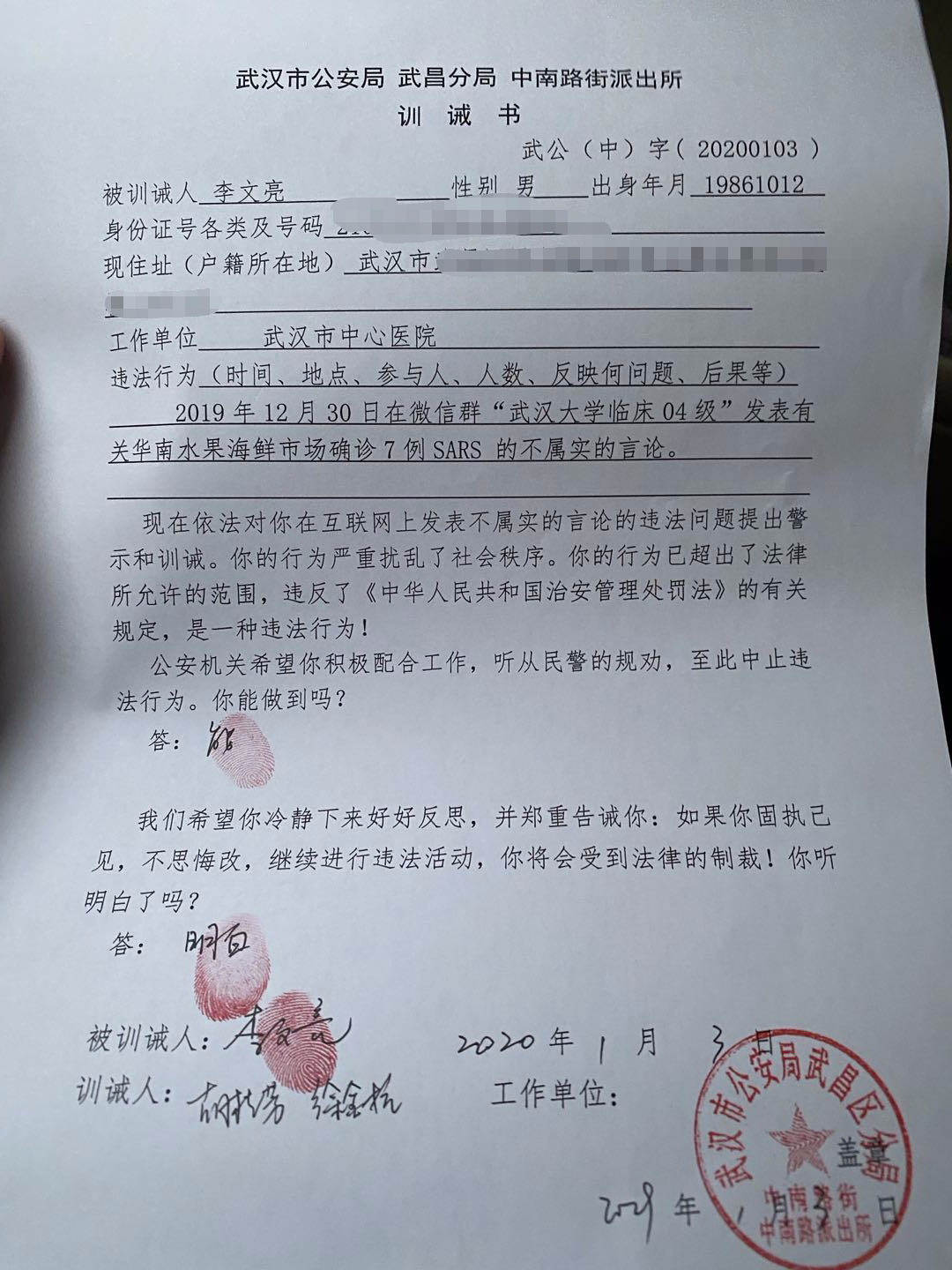
Officiële waarschuwing van de Chinese politie die dokter Li Wenliang opdracht geeft om "te stoppen met het verspreiden van onwaarheden op het internet" en het "ernstig verstoren van de openbare orde".

Op 3 januari 2020 waarschuwde de politie van Wuhan hem vanwege "het maken van onjuiste beweringen op het internet". Wenliang ging daarna weer aan het werk, waar hij besmet raakte met SARS-CoV-2. Hij overleed aan de infectie op 7 februari 2020. Na zijn overlijden volgden massale steunbetuigingen op de Chinese sociale media, waar hij beschouwd werd als een klokkenluider die eerder officiële verontschuldigingen verdiende.